# Investigaciones de casos de corrupción en el gobierno de Pedro Castillo

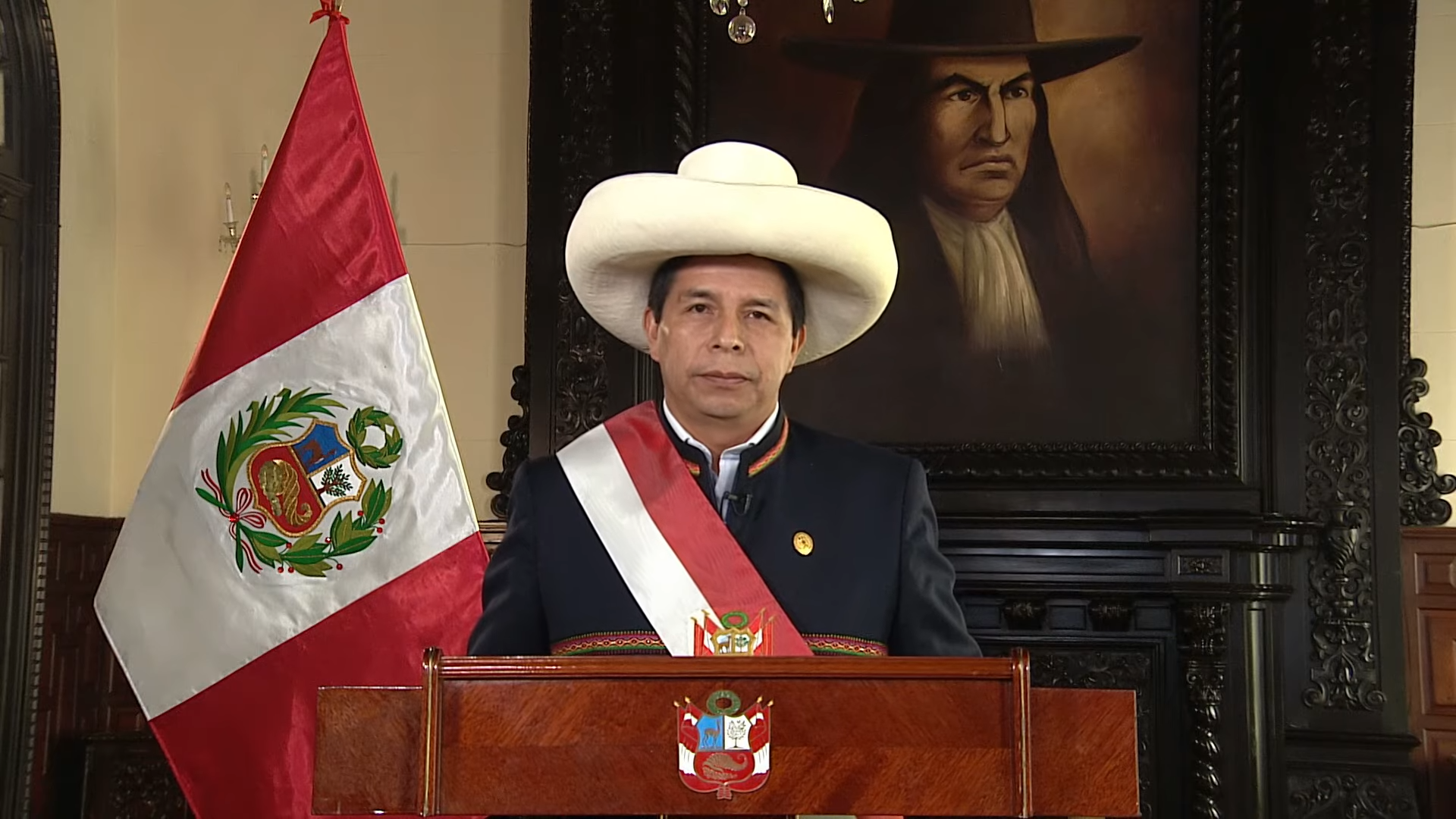
Pedro Castillo en un mensaje a la Nación en 2021.

Las investigaciones de casos de corrupción en el gobierno de Pedro Castillo hacen referencia a una serie de expedientes elaborados por el Ministerio Público del Perú en relación con los acontecimientos ocurridos entre 2021 y 2022, con documentación originada, en parte, por la prensa. Se trata del primer gobierno en ejercicio sometido a una investigación de este tipo, que concluyó con la acumulación de 51 causas judiciales.
Luego de las investigaciones por los fiscales y la prensa, algunos de estos casos fueron incorporados en los registros oficiales de la Fiscalía, a través del Equipo Especial contra la Corrupción en el Poder (Eficcop), un grupo de trabajo que inicialmente investigaba a funcionarios allegados a Castillo. Esto se debió a que dicho ente autónomo tenía la facultad de investigar al entonces presidente de la República. Algunas investigaciones se formalizaron desde el ámbito jurídico en febrero de 2023, coincidiendo con la presentación del expediente para su informe penal. Esta formalización ocurrió, además, cuando el Congreso de la República aprobó una comisión para acusar a la máxima autoridad, responsabilizándolo de presuntos delitos, englobados en organización criminal, tráfico ilícito de influencias y colusión, que habían causado perjuicios a los intereses del Estado peruano.
En el transcurso de las investigaciones llevadas a cabo por la Fiscalía, se hallaron casos que fueron corroborados (con más de 190 elementos de convicción) y que cobran relevancia en la investigación. Entre ellos, se encuentran la contratación de Marka Group, una empresa administrada por Sada Goray, y el buró político apodado «gabinete en la sombra», que, supuestamente, gestionaba licitaciones millonarias en el despacho de gobierno. Asimismo, se descubrieron los ascensos en las fuerzas armadas y policiales, la controversia en torno a la construcción del Puente Tarata en el departamento de San Martín (a partir de coordinaciones extraoficiales en una vivienda particular), la existencia del grupo de congresistas conocidos como «Los Niños» y los acontecimientos relacionados con Petroperú. Posteriormente, la Fiscalía inició el caso Anguía, relativo a la municipalidad distrital homónima en el departamento de Cajamarca, donde nació el señor Castillo. Entre los testigos que ofrecieron evidencia de los supuestos actos se encuentra Karelim López, quien fuera empleada del Ministerio de Transportes y Comunicaciones, que, además, mantenía una estrecha relación con el entorno presidencial. A lo largo de las diversas investigaciones, la interpretación principal que se ha compartido es que el señor Castillo habría sido el líder de la presunta organización delictiva.
El mandato de Castillo concluyó el 7 de diciembre de 2022, tras la destitución de este luego un intento de autogolpe de Estado en Perú que solicitó la reorganización del Ministerio Público, entre otras instituciones. En enero de 2023, de todo el círculo interno, solo 79 (entre servidores contratados y no contratados) fueron investigados por sus vínculos más cercanos en el despacho, mientras que 18 confesaron haber cometido algún acto ilícito en mayo de ese año. Entre las personas relevantes que fueron motivo de investigación figuran la ex primera dama Lilia Paredes, el ex ministro Geiner Alvarado, la hija del presidente, Yenifer Paredes, etc.

## Contexto

### Antecedentes e inicio de las investigaciones
En el año 2021, con la postulación y consiguiente presidencia de Pedro Castillo, su mentor Vladimir Cerrón y el partido político Perú Libre se vieron involucrados con el llamado caso de «Los Dinámicos del Centro», una red delictiva dedicada a la consecución irregular de brevetes desde 2012 en el departamento de Junín, lugar donde surgió el partido político, y el direccionamiento de contratos CAS a cambio de pagos. La fiscalía anticorrupción alegó en su tesis que la financiación de campañas, entre ellas la de Castillo, fue una posible responsabilidad de esta red. Castillo manifestó su disposición a ser investigado en relación con su campaña.
Cuando ya era presidente, Castillo se vanaglorió contra otras altas autoridades cuando señaló que «tenemos corruptos de todo calibre» durante su paso por el Consejo Permanente de la OEA, y prometió «acabar la racha de exgobiernos corruptos» en la Cumbre de las Américas de 2022. Sin embargo, la sociedad civil Plataforma Vigilantes advirtió en 2021 de una serie de «alertas rojas», entre ellas por un incumplimiento de un plan para combatir actos ilícitos que habría prometido en su nuevo mandato.
Las investigaciones hacia Pedro Castillo coincidieron con la crisis política que se inició en 2021 entre el Congreso de la República y el Poder Ejecutivo. Para el primero se reportó la falta de preparación, la inestabilidad en los nombramientos de ministros y los abusos del sistema por parte de su círculo interno, conformado por personas cercanas al entonces dignatario. Durante ese periodo, no se adoptaron medidas para rendir cuentas de manera transparente, según Proética y la Asociación Civil Transparencia.

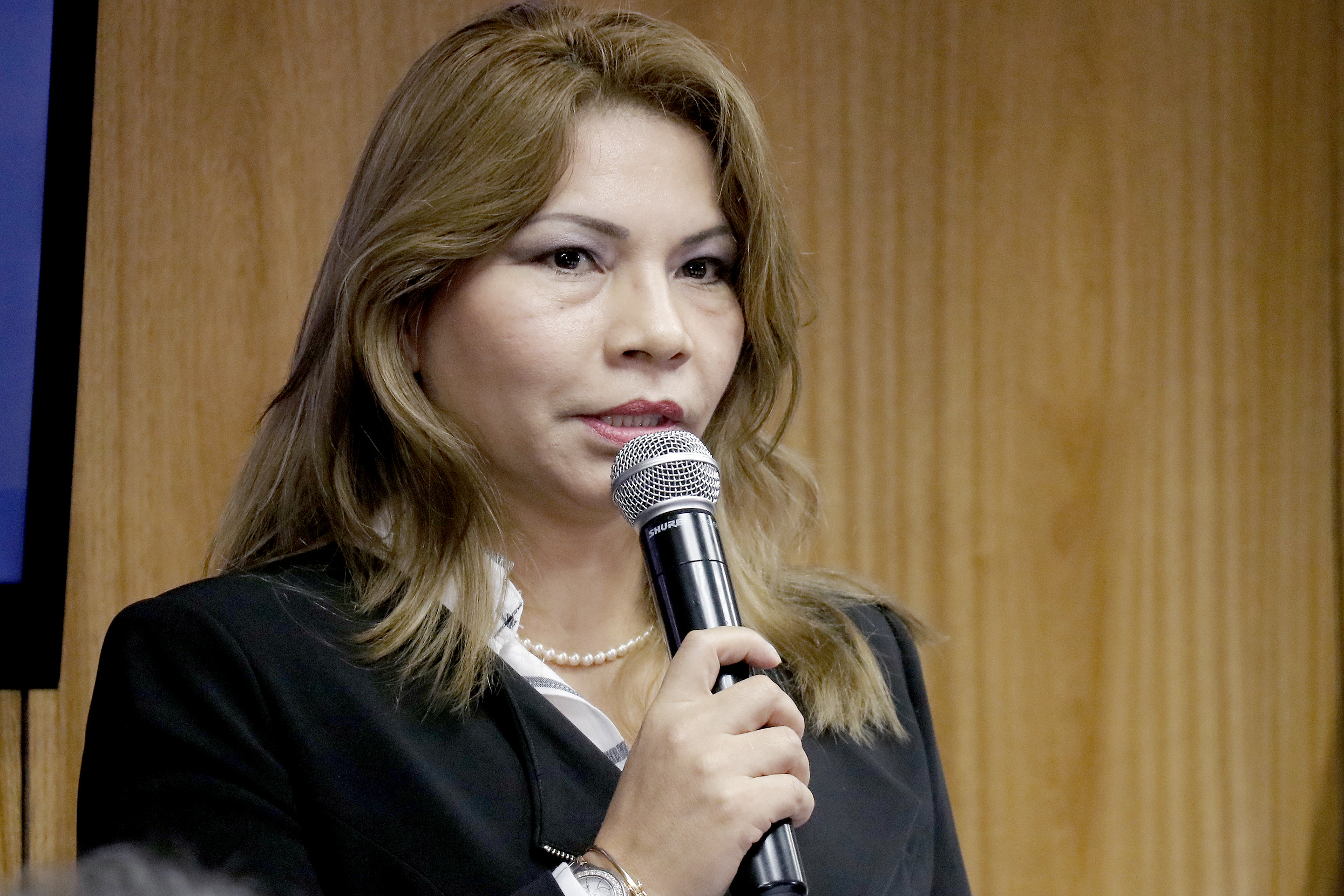
Marita Barreto, directora del Equipo Especial de Fiscales contra la Corrupción en el Poder desde su creación, en 2021, hasta 2024.

Posteriormente, cuando se percató la presencia algunas irregularidades, como las reuniones con el presidente, se realizaron diligencias a partir de los documentos exhibidos en el despacho, según denunció el fiscal Luis Alberto Medina cuando denegaron ingresas al Palacio de Gobierno en 2021. Posteriormente, las investigaciones fueron realizadas por el Equipo Especial de Fiscales contra la Corrupción en el Poder (Eficcop), organismo dirigido por  Marita Barreto. Debido a la mayor cantidad de expedientes, las tareas fueron distribuidos por los asignados Raúl Martínez y Hans Aguirre. Su labor de investigación se llevó a cabo tanto en las instalaciones del Ministerio Público como en otras dependencias, contando con el apoyo de la Contraloría General de la República.
En respuesta a ello, el entonces presidente Castillo manifestó nuevamente su disposición a someterse a las investigaciones en su contra durante su mensaje a la Nación. Sin embargo, la fiscal Barreto cuestionó las «obstrucciones» que percató cuando solicitó sus declaraciones; mientras que el encargado del equipo, el coronel de la PNP Harvey Colchado, denunció la reducción de su presupuesto cuando se realizó el operativo Valkiria. El brevemente asumido ministro del Interior, Mariano González, denunció inconvenientes entre el gobierno y el equipo especial. Gonzáles colaboró de la Policía Nacional de Perú para ejecutar el arresto de algunos involucrados, entre ellos a sus familiares, horas antes de su remoción del cargo.

### Expedientes confirmados y otras investigaciones
Las carpetas fiscales pertenecientes al señor Barreto Rivera estuvieron sujetas a una contienda legal por la custodia con la máxima autoridad de la institución, Patricia Benavides. Entre los expedientes del círculo interno presidencial más relevantes se encuentran:
- Caso 06-2022 (Caso Petroperú)
- Caso 07-2022 (Caso Tarata)
- Caso 08-2022 (Caso Asesores en la sombra, también llamado Gabinete en la sombra)
- Caso 02-2022 (Caso Anguía y otros)

Los expedientes atribuyen al expresidente como responsable. No obstante, y extraoficialmente a los expedientes del Eficcop, se revelaron otras operaciones irregulares dentro del Ministerio de Vivienda, Construcción y Saneamiento, bajo la dirección de Geiner Alvarado, quien fue destituido posteriormente por el Congreso. Una de las viceministras, Elizabeth Añaños Vega, manifestó que estuvo incómoda de las irregularidades que se experimentaron en la gestión de Alvarado, antes que fuese despedida. Tras la destitución de Pedro Castillo, su sucesora Hania Pérez de Cuéllar, denunció la existencia de irregularidades en el ministerio.
Fiscalía también se recurrió a una nueva tesis sobre las irregularidades en la Autoridad para la Reconstrucción con Cambios, en la cual se le atribuye a Castillo como líder. Sin embargo, ninguna de las revelaciones fueron investigadas por separado.
Para obtener más pruebas de los casos, en diciembre de 2023 Poder Judicial declaró fundado con la orden para que las empresas de telefonía debieran informar las llamadas y mensajes de texto generados por Castillo del 12 de abril de 2021 al 31 de diciembre de 2022. En ese mes, el Poder Judicial procedió sin oposición la resolución que se solicitaba revelar la información bancaria del expresidente Pedro Castillo y los exministros Juan Francisco Silva y Geiner Alvarado en la investigación sobre los casos Puente Tarata, Petroperú y relacionados al Ministerio de Vivienda.
El Fiscal Adjunto del área especializada en Enriquecimiento lícito y Denuncias Constitucionales, Marco Hernán, sostuvo que encontraron serios elementos cuando se realizaron allanamientos para los casos Asesores en la sombra, como los beneficios a personas cercanas a Pedro Castillo. En el marco de estas investigaciones, el expresidente Castillo fue objeto de una medida de detención preventiva que se extiende hasta el 8 de marzo de 2026. Cabe destacar que, si bien presentó recursos de apelación, estos fueron rechazados por la Sala Penal Permanente de la Corte Suprema de Justicia de Perú, decisión que fue ratificada en el año 2024. Además, sobre su atribución como líder de los principales casos delictivos, el vacado expresidente planteó nueve recursos en primera y segunda instancia que fueron rechazados.

### Extensión de la corrupción en las instituciones públicas
Sin considerar los casos corroborados de por Eficcop, según un informe del Consejo Privado Anticorrupción, divulgado también por el diario Gestión, durante la administración de Castillo (2021-2022), se nombraron irregularmente alrededor de 300 funcionarios, lo cual se suma a los 2500 servidores identificados en un informe de la Contraloría General de la República manifestado en su informe de mayo de 2023. Algunos de las personas que colaboraron en Estado carecen la debida acreditación para ser contratados, mientras que otros son señalados como parte de la familia presidencial.
Por su parte, la sucesora presidencial Dina Boluarte, señaló en 2023 que el fisco peruano perdió la suma de 25 mil millones de soles durante el periodo de gobierno de Castillo. Sin embargo, una de las exministras, Mirtha Vásquez, afirmó que los comportamientos de corrupción se extendieron al señalado gobierno de Boluarte. El decano El Comercio señaló que para la transición presidencial, un 25 % de los altos funcionarios fue hallado responsable por la Contraloría General de la República de presuntas irregularidades entre los años 2017 y 2022. Según Perú 21, la percepción de corrupción en los gobiernos de Castillo y Boluarte, junto con la deficiente implementación de reformas por parte del Congreso de la República, fueron factores que llevaron a Transparencia Internacional a bajar 20 puestos al país en su ranking, ubicándolo en la posición 121 de 180 países.

## Casos investigados

### Casos «Casa de Sarratea», el proyecto Tarata III y referencias de reuniones clandestinas
La «Casa de Sarratea» es el nombre popular de un lugar que servía de escenario para organizar acuerdos políticos y comerciales fuera del despacho presidencial. Estos encuentros se realizaban sin contar un registro oficial. Las acusaciones fiscales argumentaban que este funcionaba secretamente para apropiarse de los organismos públicos con el objetivo de controlar las contrataciones de obras públicas. Esta situación coincidió con las denuncias por ausencia de transparencia y rendición de cuentas del Poder Ejecutivo, seguida de la propuesta de Castillo de no laborar desde el Palacio de Gobierno al modificar la Ley Orgánica que fue rechazada por el Poder Legislativo.
El caso se basó en la revelación inicial de la lobista empresaria Karelim López, quien era la encargada de los negocios con el Estado, en noviembre de 2021. Ella denunció públicamente el hecho presuntamente irregular y se acogió a la condición de colaboradora eficaz por primera vez en las investigaciones de Eficcop. Para asegurar la autenticidad del caso, el dominical Cuarto poder filmó varias visitas a la casa, momento en el que el productor Christian Sotomayor dijo haber recibido amenazas de la familia de Pedro Castillo. La casa, alejada del Palacio de Gobierno, fue objeto de investigación del Ministerio Público como «centro de investigaciones criminales».
Tras las elecciones del 2021, según declaraciones del funcionario Salatiel Marrufo, Pedro Castillo en la denominada «casa de Sarratea» le solicitó una recomendación para designar a un gestor del ministerio de vivienda. Cabrera entonces le propuso comunicarse con Geiner Alvarado, ministro de Vivienda, sugiriéndole que nombrara a Salatiel Marrufo como su asesor de confianza en el ministerio. Salatiel Marrufo formó parte de la campaña electoral que llevó a Pedro Castillo a ganar la presidencia. Además, a través del Decreto de Urgencia 102-2021, los involucrados Marrufo, Alvarado, Sánchez y Nenil Medina, con conocimiento de Castillo, direccionaron el financiamiento de algunas de las obras públicas consignadas en el decreto. El dominical Panorama señaló que en ese lugar se encontró documentación donde se comprobaría otros encuentros extraoficiales.
En julio de 2022, el Congreso de la República formalizó dicho caso en la acusación constitucional contra Castillo Terrones por delitos comunes. En una de las sesiones, la  Comisión de Fiscalización especificó que el caso de la Casa Sarratea se habrían cometido los delitos de aprovechamiento indebido del cargo y tráfico de influencias. Además, señaló que uno de los proyectos urbanísticos que se habría referido en esa vivienda, Tarata III, habría cometido el delito de negociación incompatible. Un mes antes, en una entrevista en el canal estatal TV Perú, Castillo justificó que en el lugar «hemos tenido la oportunidad de conversar» sin especificar el motivo por lo que fueron a visitar.

#### Indicios de un nuevo despacho en la casa de playa y posible alojamiento de Fray Vásquez
En julio de 2022, la Policía Nacional tomó conocimiento de un nuevo despacho clandestino en la que había sido avistado el secretario presidencial, Bruno Pacheco. A diferencia de la Casa de Sarratea, el programa Beto a saber informó que en esta residencia se reunieron personas involucradas en el denominado «gabinete en la sombra». Uno de ellos es Fray Vásquez que, según la unidad de investigación de El Comercio, el jefe de la Dirección contra el Terrorismo, el general Óscar Arriola, realizaba conversaciones con Sarratea para encontrarlo y así detenerlo.
Al respecto, la titular de la Eficcop, Marita Barreto, recibió y validó información sobre un supuesto propietario vinculado a la familia presidencial. Sin embargo, tras una inspección realizada por la Municipalidad del distrito de Asia, al sur de Lima, no se encontraron registros oficiales sobre la propiedad del terreno, que originalmente perteneció a una comunidad local antes de ser habilitada como vivienda.
Finalmente, en julio de 2023, el Ministerio Público llevó a cabo un allanamiento y posterior decomiso en la nueva residencia de Alejandro Sánchez Sánchez, ubicada en el distrito de Asia.

### Caso «Los Niños»
De acuerdo con el periódico El Comercio, un grupo de congresistas del partido Acción Popular (AP) presuntamente pactó con el entonces presidente Pedro Castillo en la Casa Sarratea, a mediados del año 2021, antes de asumir Castillo el cargo presidencial. Según la teoría fiscal, Castillo entregó a unos presuntos acuerdistas (denominados como «Los Niños») el poder de manejar diversas instituciones, entre ellas el Ministerio de Producción a cambio de responder a sus intereses.  De esta manera, buscando Castillo controlar la mesa directiva del congreso asignó a su asesor Auner Vásquez que captara a miembros de Acción Popular. En medio de las negociaciones con dichos congresistas, se concertaron acuerdos para respaldar a Castillo ante eventuales procesos de vacancia. Además, «Los Niños» han sido relacionados con el caso Tarata III, según informaciones de La República.
El ex secretario presidencial investigado, Bruno Pacheco, ha descrito una presunta orden para realizar favores políticos hacia el grupo. Durante los primeros meses de la gestión de Castillo se constató la visita de los legisladores al despacho de Castillo y de Auner Vásquez. Además, un colaborador eficaz señaló a la esposa de Darwin Espinoza, vinculada en el caso Sada Goray, como la tesorera del grupo.

#### Investigación a congresistas involucrados en Los Niños
En octubre de 2022, la Subcomisión de Acusaciones Constitucionales del Congreso de la República aprobó la investigación de un grupo de legisladores acusados de corrupción. El proceso de acusación fracasó, cuando el Congreso archivó el informe para investigar al menos cuatro de los legisladores en mayo de 2023.
Por otro lado, la Fiscalía de la Nación ordenó su allanamiento. Por primera vez en la historia política, se incluyó en la investigación los despachos congresales de los seis acusados, todos ellos miembros del partido Acción Popular: Darwin Espinoza, Ilich López Ureña, Raúl Doroteo Carbajo, Juan Carlos Mori Celis, Luis Flores Ancachi y Elvis Vergara Mendoza. Algunos de ellos respaldaron posteriormente la iniciativa de ley de su compañero Wilson Soto para reinstaurar la inmunidad parlamentaria.
Durante un allanamiento a la vivienda del congresista acciopopulista José Arriola en marzo de 2023, fiscales y policías hallaron dinero en su habitación, que fue incautado por el Poder Judicial debido a las dudas del origen del dinero. La presidenta de la Subcomisión de Acusaciones Constitucionales, Lady Camones, confirmó en diciembre de ese año que el Equipo Especial de Fiscales contra la Corrupción del Poder (Eficcop) solicitó la detención de los parlamentarios involucrados en el caso de corrupción.

#### Relevancia de «Los Niños» en otros conflictos de intereses
El caso adquirió mayor relevancia con el paso del tiempo, ya que no se limitó a un número reducido de investigados. La presidenta del grupo de trabajo parlamentario, Karol Paredes, amplió la investigación para incluir a otros posibles implicados en la red criminal «Los Niños», motivada por intereses particulares dentro del parlamento. Dos testigos declararon que el grupo tuvo influencia en la facilitación de puestos de trabajo en el Estado para determinadas personas.
Para finales de 2023, se evidenció el apoyo a la remoción de la exfiscal Zoraida Ávalos, quien fue acusada de no concluir las investigaciones a Pedro Castillo, coincidiendo con las investigaciones del equipo especial Eficcop sobre una presunta organización delictiva que involucraba conflictos de intereses.
En 2024, los congresistas de Acción Popular, involucrados en el escándalo político, presentaron un proyecto para evitar que la División de Investigación de Delitos de Alta Complejidad (Diviac), vinculada a la Eficcop y dirigida anteriormente por Harvey Colchado, los vuelva a investigar.

#### Denuncia constitucional
En julio de 2025, la fiscalía de la Nación presentó una denuncia constitucional contra los congresistas «Los Niños»: Darwin Espinoza, Jorge Flores, Raúl Doroteo, Elvis Vergara, Juan Mori, Ilich López, Wilson Soto, Silvia Monteza, José Arriola, Pedro Martínez, Luis Aragón, Hilda Portero, Carlos Zeballos (por los delitos de organización criminal, tráfico de influencias y/o alternativamente cohecho pasivo impropio), Karol Paredes (organización criminal y tráfico de influencias) y Carlos Alva (organización criminal). Además, se presentó denuncia constitucional contra Castillo por los delitos de organización criminal, tráfico de influencias y colusión agravada.

### Casos «Gabinete en la sombra», Petroperú y referencias al buró político
El Equipo Especial de Fiscales contra la Corrupción en el Poder ha asignado el nombre de «gabinete en la sombra» al buró político de la campaña presidencial de Castillo que fue atribuida de una presunta red de corrupción que involucra principalmente al presidente electo y a los ministros Juan Silva y Geiner Alvarado. Según El Comercio, el grupo tuvo sus orígenes en la campaña presidencial, en la que se reunieron en la «Casa Sarratea», lugar donde Castillo admitió convivir a lado de un «paisano suyo». En febrero de 2022, Carlos Jaico, entonces secretario general de la Presidencia, señaló la existencia de un gabinete alterno debido a la falta de toma de decisiones por parte del presidente. Debido a la percepción de un entorno palaciego, se le ha llamado «gabinete en la sombra», término utilizado por el dominical Panorama y el diario El Comercio.
En marzo del mismo año, la Fiscalía abrió una investigación a funcionarios cercanos por la presunta comisión del delito de organización criminal. En octubre de ese mismo año, el Equipo Especial de Fiscales contra la Corrupción en el Poder realizó el operativo Valkiria II para el allanamiento de Beder Camacho y otros asesores, incluido el colectivo Los Niños. El Poder Judicial formalizó la denuncia contra los integrantes Abel Cabrera Fernández, Salatiel Marrufo Alcántara, Auner Vásquez Cabrera, Biberto Castillo León, Eder Vitón Burga y Alejandro Sánchez Sánchez. Algunos de ellos recibieron la orden de 30 meses de prisión preventiva en 2022.
Entre los contactos registrados en el caso está el posteriormente electo defensor del pueblo, Josué Gutiérrez, por parte de tres de los investigados.

### Casos Anguía y Marka Group y referencias al Ministerio de Vivienda

#### Caso Anguía
El Ministerio Público, a través del Equipo Especial de Fiscales contra la Corrupción en el Poder, estableció en su tesis de agosto de 2022 una posible organización criminal para «ganar licitaciones de manera fraudulenta en [pro] de otras provincias y/o departamentos» e indicó como el caso de la cartera del Ministerio de Vivienda. El lugar donde se presumió tener mayor cantidad de licitaciones es Anguía e involucró a 69 personas, entre ellos varios familiares.
El dominical Cuarto poder se encargó de revelar irregularidades en la zona donde vivió la famillia de Pedro Castillo, incluyendo la construcción de un helipuerto informal en Chota. El Ministerio Público realizó investigaciones de un eventual tráfico de influencias después del reportaje del dominical sobre la contratista favorecida JJM Espino,  y un eventual lavado de dinero al descubrir una transacción bancaria entre Lilia Paredes y los Espino Lucana.
Extraoficialmente, el canal Willax, en su reportaje del programa dominical Contracorriente, apodó como el «club chotano de la construcción», al incluir coordinadores y testaferros en su operación. Posteriormente fue vinculado con el caso Los Chiclayanos, responsables de una serie de envíos de fondos públicos para la ejecución de obras públicas a través de decretos de urgencias por el ministerio de Vivienda en el gobierno de Castillo. José Nenil Medina Guerrero, anteriormente alcalde del distrito de Anguía, fue posteriormente arrestado por ser acusado por la Tercera Sala Constitucional de intervenir en la asignación fraudulenta de obras en Cajamarca a cambio de beneficios económicos.

#### Caso Marka Group
Por otro lado, se reveló suceso similares en el ministerio como el caso Marka Group, en que atribuye a Sada Goray, detenida en el operativo Valkiria IV, y a 26 funcionarios según la Contraloría General de la República. La Procuraduría General del Estado estimó perdidas de 148 millones de soles contra el gobierno central. Antes de su detención, en 2022 Goray confesó que hubo un millonario soborno desde Superintendencia Nacional de Bienes Estatales hacia el jefe de asesores para sanear un terreno estatal en venta en Chilca. Ese terreno de 90 hectáreas iba a destinarse como proyecto inmobiliario de la empresa privada Centenario Desarrollo Urbano por 47.6 millones de dólares. En diciembre de 2022, el Ministerio Público anunció una nueva investigación sobre el caso, mientras que enero de 2023 la Superintendencia Nacional de Bienes Estatales anuló la transferencia del bien hacia Goray.
En 2023, en condición de testigos ante la Fiscalía, personas cercanas a Sada Goray declararon que ella entregó 4 millones de soles en sobornos a Salatiel Marrufo, exfuncionario del Ministerio de Vivienda, para que no paralizara las obras en otros sectores. Estas se realizaron en efectivos en diferentes zonas de Lima, seguido de una vivienda en el distrito de San Isidro que se le entregó. Goray señaló que Marrufo buscaba presionarla, pues conocía su domicilio y tenía miedo por su familia, por lo que inició acciones legales luego de las revelaciones. Sin embargo, se afirmó que Marrufo le entregaba el dinero en bolsas de papel, afirmando que era «para el presidente». El diario El Comercio calculó que Goray entregó casi cinco millones de soles al despacho presidencial, incluyendo una tasa de interés recuperada de dos millones.
Revelaciones posteriores de testimonios de Marrufo revelaron que Goray intentó vender otro terreno en Piura. De la transacción saldría un soborno de 2 millones de soles a Castillo para permanecer su puesto en el ministerio. El comprador del terreno sería el Servicio Nacional de Capacitación para la industria de la Construcción (SENCICO).

### Casos de irregularidades en la seguridad del Estado

#### Caso de los ascensos entre policías y militares
Según la tesis de la Fiscalía, se había formado una organización delictiva para realizar ascensos irregulares para obtener ganancias económicas. La figura clave atribuida en la tesis es el exministro de Defensa, Walter Ayala. En enero de 2024 el informe fue formalizado por la Subcomisión de Acusaciones Constitucionales del Congreso.

##### Ascensos irregulares de militares
El excomandante general del Ejército José Alberto Vizcarra Álvarez declaró en noviembre de 2021 que el presidente Pedro Castillo lo retiró porque no aceptó ascender a los recomendados por Castillo debido a «que era imposible porque sus puntajes no sobrepasaban a los demás candidatos, me manifestó si se podía hacer algo, le dije que podía darle una vacante por decreto, pero le advertí que el impacto negativo iba a ser grande». Además, denunció que el secretario presidencial Bruno Pacheco y el ministro de Defensa Walter Ayala ordenaron el ascenso irregular de dos coroneles del Ejército a cambio de jurar lealtad al presidente. El entonces general Vizcarra, días después de sus declaraciones, pasó al retiro.
Tras la difusión de los mensajes de WhatsApp donde Castillo hablaba con Vizcarra Álvarez y el escándalo suscitado, la Fiscalía confirmó su autenticidad. En diciembre de 2021 Castillo fue citado por la Fiscalía General por la investigación de ascensos militares. Castillo reconoció los chats pero negó que se tratara de alguna presión para ascender a sus recomendados. Además, justificó que las conversaciones con el retirado general Vizcarra eran sobre una negligencia de un oficial en un viaje en helicóptero a la localidad de Puña donde asistió. Posteriormente citó a los militares implicados para que den testimonio.

##### Ascensos irregulares en la policía
El exsubcomandante de la Policía Nacional del Perú Javier Bueno denunció que hubo interferencia de Castillo en los ascensos en la policía. Tras la denuncia, la Comisión de Defensa del Congreso de la República citó a Javier Bueno para que de su declaración al respecto.
Según la investigación fiscal, a través del congresista Américo Gonza, de Perú Libre, Castillo tomó contacto con Javier Gallardo, siendo otra partícipe de dicha reunión Patricia Sovero Niño, quien también era policía como Gallardo y proveedora del Estado. De la reunión se concretó que Gallardo asumiera el cargo de comandante general de la PNP, que se materializó en septiembre de 2021. Una vez en el puesto, Gallardo puso en marcha la orden de influir en el ascenso de policías por orden de Castillo además de apoyar en la fuga de miembros investigados del círculo de Castillo. Según Bueno, debido a que Castillo no permanecía mucho tiempo en Palacio, el tema de los ascensos fue manejado entre Gallardo y Bruno Pacheco, siendo Pacheco quien asumió por delegación de Castillo.
En julio de 2022 la fiscal Patricia Benavides incluyó a Castillo como implicado en la organización en el proceso de los ascensos tanto militares como policiales. Según la Fiscalía, los ascensos generaron ingresos de la US$120 mil al gobierno. Para agosto de 2023, el Ministerio Público dedujo que 10 coroneles fueron ascendidos para garantizar la fuga de los implicados en la red de corrupción.

##### Detenciones, allanamientos y retiros
En diciembre de 2022 se allanaron 27 viviendas en varias ciudades del país, la mayoría corresponden a Walter Ayala, al conocerse los ascensos irregulares. Además, seis policías fueron detenidos. Posteriormente se detuvo a Jorge Tarrillo, exescolta de Castillo. El 3 de enero de 2022 la Policía anunció la suspensión de los ascendidos de forma irregular.
Algunos involucraron fueron pasados al retiro. En enero de 2023 la policía destituyó al general Raúl Alfaro, mientras que en diciembre de ese mes el ente retiró a siete relacionados con el caso del supuesto pago de coimas para obtener el grado superior.

#### Sistema de espionaje
El programa informativo La Encerrona descubrió en 2023 que la Dirección de Inteligencia del Ministerio del Interior estaba evaluando la adquisición de los sistemas estadounidenses ARPON y Clearview. Estos equipos fueron diseñados propósitos de espionaje.
El ciudadano español Jorge Hernández, conocido por su alias «El Español», fue identificado como el presunto operador de una red paralela de inteligencia que funcionaba a favor del expresidente Pedro Castillo. El Español fue aprehendido después de que se divulgaran mensajes alusivos a la adquisición de equipos para labores de contrainteligencia con el propósito de oponerse a detractores del gobierno de Castillo.
El 12 de septiembre de 2022, «El Español» contactó a Carlos Barba Daza, oficial retirado de la marina, para informarle que Castillo se reuniría con él con el fin de ofrecerle la Dirección Nacional de Inteligencia (DINI). En la reunión que se llevó a cabo entre Barba, Castillo y Henry Shimabukuro (quien era en aquel entonces asesor de inteligencia de Castillo), Castillo le mencionó a Daza que conformara un «grupo de inteligencia paralelo» con la ayuda de «El Español» y que buscara la manera de desprestigiar a la fiscal de la Nación Patricia Benavides y al coronel de la Policía Nacional del Perú (PNP) Harvey Colchado. Barba no aceptó el cargo.  Además, se le encargó a Barba la búsqueda del software Pegasus para el espionaje. Barba junto al congresista fujimorista Luis Cordero Jon Tay viajaron a Panamá para obtener el software aunque no lo lograron debido a que la empresa de dicho software solicitó un trato directo con un funcionario acreditado por el gobierno.
Durante el operativo Valkiria III, se realizó un allanamiento en la residencia de Shimabukuro se encontró una disposición que pretendía inundar de ronderos el Grupo Terna. El resultado fue la detención del jefe de la DINI José Luis Fernández Latorre.
Las acciones emprendidas por «El Español» en apoyo a Castillo implicaban la ejecución de atentados en contra de colaboradores eficaces, siendo los principales blancos la fiscal de la Nación, Patricia Benavides, la fiscal Marita Barreto, coordinadora del Equipo Especial contra la Corrupción, y el coronel de la PNP, Harvey Colchado. Colchado es uno de los policías responsables de desvelar casos de la presunta red de corrupción a pesar de que el presidente asumía el liderazgo de las fuerzas policiales.

## Personas involucradas en los casos del Ministerio Público

### Karelim López
Karelim Lisbeth López Arredondo es una empresaria peruana que tuvo experiencia en el sector político cuando trabajó en el Congreso en 2003. Mantuvo contactos cercanos en el despacho presidencial durante los mandatos de Alan García y Pedro Pablo Kuczynski. En el gobierno de Pedro Castillo, trabajó para el Ministerio de Transportes y Comunicaciones para obtener contratos con Provías Descentralizado, a través de su participación en el proceso de selección. Asimismo, cabe destacar sus encuentros con el jefe de Estado, en los cuales obtuvo su número telefónico personal.
Además, López manifestó que también contactó con Bruno Pacheco Castillo, exsecretario del Despacho Presidencial, para solventar los gastos de un acontecimiento familiar vinculado al mencionado funcionario.
Luego de su primera aparición mediática en el caso Tarata III, en la denominada «Casa Sarratea», fue investigada por la fiscalía, que involucró a su esposo e hija. López reconoció en 2022 haber cometido supuestamente algunos delitos ante un fiscal de lavado de activos,  mientras fue investigada también por el caso Petroperú.
Además fue quien se acogió a la colaboración eficaz, lo que permitió revelar información obtenida de la computadora de Bruno Pacheco, donde se evidenciaba siete obras con procesos de licitación irregular. Asimismo, pudo delatar a otros integrantes y declarar otros casos relacionados con los ascensos irregulares.
Harley Colchado reconoció en 2025 que López recibió protección policial cuando era coordinador del Equipo Especial de la Policía ya desactivado.

### Alejandro Sánchez
Alejandro Sánchez es un empresario peruano y dueño de la vivienda que lo compró a su nombre por 350 mil soles. Sánchez tuvo vínculos con el gobierno, en que se realizaban reuniones extraoficiales junto a personas cercanas, cuyas asistencias fueron registradas. Sus familiares, Tania Sánchez y Segundo Sánchez, afirmaron que se contactaba con proveedores del Estado para afirmar intereses particulares.
Además, Sánchez fue atribuido en recibir dinero de una empresa de equipos médicos, cuando esta obtuvo siete contratos con el Estado. Algo similar ocurrió al tener licitaciones con la Municipalidad Provincial de Alto Amazonas en 2021, donde se reportaron irregularidades en la supuesta adjudicación dirigida de un contrato, según delató un empresario.
En octubre de 2022, el Poder Judicial ordenó la aprehensión de Alejandro Sánchez, propietario de la casa del pasaje Sarratea, por su presunta participación en una organización delictiva que se beneficiaba económicamente de forma irregular. Sánchez aprovechó una vulneribilidad de sistema de registro para declararse de «fallecido» y huyó a los Estados Unidos donde fue detenido.

### Zamir Villaverde y el Ministro Juan Silva
Zamir Villaverde, un empresario peruano, actuó como operador de varias empresas, entre ellas una compañía de seguridad llamada Vigarza, donde el exsecretario general de Palacio de Gobierno, Bruno Pacheco, trabajó. También estuvo involucrado en un proyecto inmobiliario en Cañete, donde fue denunciado por sus vecinos por usurpación de terrenos para construir su residencia. Villaverde era uno de los operadores del gobierno y, según la Fiscalía Anticorrupción, su relación con la familia de Pedro Castillo se remonta a la campaña electoral presidencial de 2021. Mantenía estrechos vínculos con Karelim López, quien afirmó ser responsable de brindar seguridad y camionetas a los sobrinos de Pedro Castillo (Fray Vásquez Castillo y Gian Marco Castillo Gómez).
En mayo de 2022, el programa político Combutters difundió audios donde se escucha al empresario Zamir Villaverde, dialogar con Bruno Pacheco. En esos audios, ambos conversan sobre la licitación de la construcción del Puente Tarata III, ubicado en el departamento de San Martín, obra que fue anunciada por el Gobierno y que implicó al exministro de Transportes y Comunicaciones, Juan Silva. Se reveló un supuesto soborno de cien mil soles.
La filtración de los audios permitió a la Fiscalía dictar la orden de detención preliminar contra el entonces ministro Silva, sin embargo, el exministro se dio a la fuga, momentos antes que la Policía ingrese a su domicilio para proceder con el arresto. En junio de 2022, el Congreso acordó citar al ministro del Interior, Dimitri Senmache, para que explique sobre la fuga del exministro Silva. El ministro negó haber solicitado la fuga de Silva y dijo que su sector no participó de la orden de detención preliminar. El 30 de junio, el Congreso censuró al ministro Senmache, acusado de promover la fuga del exministro Silva.
Villaverde fue detenido y encarcelado temporalmente hasta su liberación en julio de 2022. Además, reconoció el posible delito cometido en el caso del Puente Tarata. Sin embargo, en noviembre de 2023 el Poder Judicial declaró infundada la tutela de derechos solicitada por el empresario, quien continuó investigado por presuntos pagos al Ministerio de Transportes y Comunicaciones (MTC) para obtener la licitación del Puente Tarata.
En agosto de ese año, se reunió con el Equipo Especial de Fiscales contra la Corrupción del Poder como aspirante a colaborador eficaz.
Por otro lado, en mayo de 2023, el Poder Judicial anuló su declaración sobre otra presunta coima de dos millones de soles en la empresa Petroperú cuando fue testigo protegido.

### Bruno Pacheco
Bruno Pacheco Castillo, el secretario presidencial en los primeros meses de gobierno, es una de las figuras clave en la investigación de varios casos relacionados con el presidente Castillo, debido a la confianza que este le depositó. Su grado de confianza quedó evidenciado cuando, en octubre de 2021, su esposa permitió que un helicóptero del Ejército se usara como medio de transporte para los hijos del presidente. Entre sus pertenecías también se encuentran copias de documentos de funcionarios.
A mediados de 2021, Pacheco alcanzó notoriedad mediática debido a diversos indicios de irregularidades detectedos durante la investigación del caso Tarata III, entre los que se encontraban las inconsistencias en el crecimiento de su patrimonio. En el marco de dicha investigación, agentes del Ministerio Público realizaron una inspección y registro en el Palacio del Gobierno. En el baño de la oficina del entonces secretario presidencial, se encontraron 20 000 dólares estadounidenses en efectivo. Además, surgieron evidencias que sugerían que Pacheco había ejercido presiones sobre miembros de las Fuerzas Armadas para que ascendieran a personal allegado al presidente a cambio de dinero. Asimismo, fue acusado de utilizar su cargo para favorecer a empresarios cercanos al presidente, presionando a la Superintendencia Nacional de Aduanas y Administración Tributaria (SUNAT). Ante estas acusaciones, Bruno Pacheco intentó defender su condición de inocencia sin éxito. Posteriormente, presentó su renuncia al cargo el 24 de noviembre de 2021.
En abril de 2022, el Poder Judicial dictó prisión preventiva por 36 meses contra Pacheco por el delito de colusión agravada en organización criminal contra el Estado, en relación con las irregularidades encontradas en la licitación del puente Tarata III. Tras ser citado por la fiscalía por su presunta participación en el caso Tarata III, el exsecretario general de la Presidencia se ocultó de la justicia junto con los parientes del presidente, Fray Vásquez Castillo y Gian Marco Castillo Gómez. La medida fue reducida a 24 meses en mayo del mismo año. 
El 22 de julio de 2022, Pacheco se puso a disposición de la justicia, según lo confirmó la fiscal de la Nación, Patricia Benavides, el 26 de julio. La Defensoría del Pueblo posteriormente recriminó la actitud del mandatario, cuando criticó que la prensa intentara vincularlo con Pacheco en el caso Petroperú.

### Fray Vásquez Castillo
Fray Vásquez Castillo, conocido como «el Sobrinísimo», fue una figura familiar influyente que, según la tesis fiscal, participaba en nombramientos al interior de los dos ministerios con mayor presupuesto del país (Transportes y Comunicaciones y Vivienda, Construcción y Saneamiento). En 2022 fue incluido en la lista de los más buscados por el Ministerio del Interior luego de ser señalado en el caso «gabinete en la sombra».
En abril de 2024 la Eficcop detuvo a un coronel de la PNP responsable de la fuga de los sobrinos de Pedro Castillo, quien también fue asignado como viceministro de Orden Interno.

### Beder Camacho
Beder Camacho, subsecretario general del Palacio de Gobierno y hombre de confianza de Castillo, es uno de los implicados en el caso «gabinete en la sombra». En agosto de 2022 pasó como investigado por la Fiscalía por participar en la fuga de Pacheco. Si bien ya trabajaba temporalmente en el Ministerio de la Mujer, para 2023 continuó operando en su despacho presidencial según un informe de La República, hasta que fue destituido el 19 de julio de ese año.

### Henry Shimabukuro, Hugo Chávez y Samir Abudayeh
En diciembre de 2021, el dominical Panorama reveló una polémica licitación de Heaven Petroleum Operators, propiedad de Samir Abudayeh, para provisión de biodiésel a la estatal Petroperú. Una de las figuras esenciales en la investigación fue Henry Shimabukuro, ingeniero civil y asesor del presidente Pedro Castillo, quien fue privado de su libertad en el año 2022, en el operativo Valkiria III. Shimabukuro manifestó más tarde ser financista de la campaña presidencial cuando fue nuevamente arrestado en 2023, a pesar de no oficializar su puesto laboral.
Testigos del buró político afirmaron que existía un conflicto de intereses al interior de la empresa estatal. En sus declaraciones de 2022, el exscretario Bruno Pacheco señaló que el gerente general de ese entonces, Hugo Chávez, respaldó la licitación de Abudayeh. La existencia cercana entre Chávez y Pacheco trascendió más allá de lo laboral, incluyendo la asistencia de Chávez al cumpleaños de la hija de Pacheco. Adicionalmente, según el periódico La República, las declaraciones de Beder Camacho acerca de la destrucción de evidencias relacionadas con las compras de biodiésel B100 al señor Abudayeh en el caso Petroperú, fueron evidencias suficientes para que la Fiscalía procediera a la detención de otros implicados.
Hugo Chávez Arévalo, anteriormente gerente general de Petroperú, expresó un posterior sentimiento de arrepentimiento por su función en la empresa. La institución fue caracterizada por él como un foco de «corrupción de 30 años».

### Yenifer Paredes, el alcalde Medina Guerrero y los hermanos Espino Lucana
Yenifer Paredes, hija putativa del presidente Castillo y hermana de Lilia Paredes, trabajó para empresas constructoras del departamento de Cajamarca, operadas por la familia Espino Lucana y amigos, según el reportaje del dominical Cuarto poder, emitido en julio de 2022.
Yenifer Paredes se desempeñó inicialmente como secretaria de la municipalidad de Anguía, una de las municipalidades que más se benefició de la construcción de obras, entre 2019 y 2021. Cuando el presidente Castillo asumió el poder, la municipalidad de Anguía, bajo el cargo de Medina Guerrero, recibió 29 millones de soles para la construcción de obras varias, más 19 millones de soles para la construcción de carreteras sin la supervisión de Provías, en octubre de 2021. Destacan además las licitaciones de dos empresas: Asiel Ingeniería y Construcción S.A.C., de Díaz Gálvez (según registros de conversaciones en 2017 al Ministerio de Vivienda), el 25 de noviembre de 2021 por 5 millones de soles; y Destcon Ingenieros & Arquitectos, de Espino Lucana, por 3.8 millones de soles en noviembre de 2021.
En 2020, Paredes prestó servicios a JJM Espino para el empadronamiento de los centros poblados de La Succha y La Palma, ubicados en el distrito de San Miguel, con miras a la ejecución de futuras obras de saneamiento. JJM Espino, considerada como empresa fantasma por un reportaje de Hildebrandt en sus Trece, fue fundada por el ingeniero Hugo Jhony Espino, amigo de Paredes, en 2019. Posteriormente, el 6 de octubre de 2021, la empresa obtuvo la licitación de la obra pública del mantenimiento de un colegio en Cajatambo, en un momento en el que Espino visitaba con frecuencia al Palacio de Gobierno. El abogado Espino admitió posteriormente que su cliente pagó 200 mil soles a alcalde de Anguía para favorecerse en obras.
En julio de 2022 Hugo Espino y Yenifer Paredes dieron sus declaraciones para el Ministerio Público. Al mes siguiente, en agosto del mismo año, el Equipo contra la corrupción del poder de la Fiscalía intervino a los municipios de Cajatambo y Anguía tras recibir financiamiento ilícito de las empresas contratadas JJM Espino y Destcon Ingenieros & Arquitectos S.A.C. El 9 de agosto de 2022 se dictó una detención preliminar por 15 días para Paredes, los hermanos Espino y el alcalde Medina Guerrero. La policía allano la Residencia Presidencial para encontrar a Paredes quien no se encontraba en el palacio. Al día siguiente, la hija putativa de Castillo se entregó a la justicia. Los medios Canal N y Latina denunciaron que durante la detención preliminar, las cámaras de seguridad dejaron de funcionar.
En octubre de 2022 Paredes fue liberada, con una carta de agradecimiento al general de PNP Raúl Alfaro, destituido posteriormente por sus vínculos con «El Español». Sin embargo, en mayo de 2023, el Ministerio Público estableció la condición de no comunicar con Pedro Castillo y su esposa.

### Salatiel Marrufo, Sada Goray, Mauricio Fernandini y el Ministro Geiner Alvarado
Salatiel Marrufo fue jefe de asesores del Ministerio de Vivienda, además del colaborador del ministro, quien permitió favorecer a empresarios en la transferencia de bienes del Estado. Posteriormente Marrufo afirmó que existieron los favores políticos involucrados en las cuestionadas obras públicas decretadas por la Ley 31436.
En octubre de 2022 fue detenido, mientras que en diciembre de 2022 fue atribuido por una de los empresarios contactados y posteriormente involucrada en la irregularidad de obras edificadas, Sada Goray. Goray es una empresaria peruana que asumió de directora general de la inmobiliaria Marka Group. Goray tuvo una importante presencia en los aportes financieros del gobierno.
Marrufo declaró revelaciones sobre la empresa que operaba Sada Goray con el gobierno. En declaraciones posteriores, Goray afirmó que el referido funcionario le dijo que estaba encargado de conseguir una planilla mensual de 175 000 soles para el presidente. Marrufo, por su parte, admitió haber recibido los sobornos, pero argumentó que lo hizo bajo presión de Geiner Alvarado y Pedro Castillo.
El periodista Mauricio Fernandini remitió una comunicación al por entonces ministro de vivienda Geiner Alvarado el 2 de agosto de 2021. Alvarado le respondió poniéndole en contacto con Salatiel Marrufo, el por entonces jefe de los asesores del Ministerio de Vivienda. El 3 de agosto, Fernandini se reunió con Marrufo en San Isidro. En dicha reunión, Fernandini notificó a Marrufo que Pilar Tejero, prima de Fernandini, y Sada Goday deseaban reunirse con él. Marrufo aceptó y se puso en contacto con Tejero.
El departamento de Fernandini fue usado para concretar reuniones entre Goday y Marrufo; a cambio, se le dio a Fernandini la suma de 10 000 soles por seis meses. Producto de las reuniones, las empresas de Goday fueron beneficiadas durante la gestión de Pedro Castillo participando en fideicomisos del fondo Mi Vivienda tras entregar sobornos a Marrufo.

#### Conversaciones entre Sada Goray y Patricia Benavides
A raíz de las revelaciones, Goray declaró de forma reservada con la Fiscal de la Nación, Patricia Benavides, en el año 2023 desde los Estados Unidos. El Equipo Especial de Fiscales contra la Corrupción en el Poder incluyó a Marka Group en el organigrama de la red criminal del gobierno. No obstante, debido a las irregularidades detectadas en las diligencias realizadas en ese año entre Estados Unidos y Punta Cana, la Comisión de Investigación Preliminar en Procesos Disciplinarios solicitó el inicio de un proceso disciplinario contra la Fiscal Marita Barreto por dichas reuniones. Goray fue condenada por 30 meses de prisión preventiva junto a Fernandini y dos funcionarios relacionados al gobierno. Mientras que el ministro Geiner Alvarado fue condenado a 36 meses de prision poco despues de la caida de Castillo.
En enero de 2024 la Fiscalía de Lima Sur abrió una nueva investigación contra la empresaria Sada Goray, el conductor de televisión Mauricio Fernandini y otras 36 personas involucradas.

#### Participación de Salatiel Marrufo en la Autoridad para la Reconstrucción con Cambios
Aparte de las averiguaciones hacia el ministerio, Marrufo fue responsable de revelar la organización delictiva denominada Los Operadores de la Reconstrucción, relacionada con la Autoridad para la Reconstrucción con Cambios (AARC). Posteriormente, la unidad de investigación de Canal N divulgó que el director de la AARC, Robert López López, contrató a la sobrina política del expresidente Pedro Castillo sin contar con la experiencia necesaria para ocupar el cargo de ordenamiento, clasificación y digitalización de documentos. En suma, la Fiscalía dedujo que el congresista Guillermo Bermejo y Pedro Castillo se habían reunido en el Palacio de Gobierno con el objetivo de coordinar, a través del Decreto Supremo 181-2022-MEF, la transferencia económica a la Municipalidad Distrital de La Unión, directamente involucrada en la organización delictiva.

## Consecuencias

### Crisis en el partido Acción Popular por el caso «Los Niños»
En agosto de ese 2023, el Tribunal Nacional del partido Acción Popular anunció la suspensión de los representantes cuestionados por el caso «Los Niños». El Tribunal Nacional posteriormente dio por desafiliados a los seis congresistas del partido.
En agosto de 2023, ocho congresistas de Acción Popular renunciaron a su bancada en protesta por la designación del investigado Jhaec Darwin Espinoza Vargas como vocero del partido. La designación de Espinoza Vargas, quien había sido vinculado a la empresaria Sada Goray, fue considerada como un acto de irresponsabilidad por parte de la dirigencia de Acción Popular. El divisionismo generado por esta decisión afectó la imagen del partido y retrasó la oficialización de las renuncias, que finalmente se concretaron al finalizar el mes.

### Suspensión del sistema digital de actas de fallecimiento
En agosto de 2022 el Registro Nacional de Identificación y Estado Civil (Reniec) asentó el fallecimiento de Alejandro Sánchez, investigado por sus vínculos con Pedro Castillo. Sánchez fue la única persona del círculo de Castillo en no ser detenida a causa de un acta de fallcimiento que lo registró en el sistema de la Reniec. El responsable de la inscripción de defunción negó haber realizado dicha certificación.
El 14 de octubre del mismo año, la Contraloría General de la República anunció que investigaría el falso fallecimiento del señor Sánchez. Carmen Milagros Velarde Koechlin, jefa del Reniec, admitió que se aprovechó de una modalidad en línea para realizar actas de oficio y decidió finalizarla para evitar futuros incidentes. Dicha modalidad se convirtió rápidamente en un escándalo, lo que terminó en la suspensión del sistema virtual y las críticas del Ministerio de Salud sobre esa medida.

### Disolución del acuerdo clandestino en la casa Sarratea
El Ministerio de Transportes y Comunicaciones canceló el 3 de enero de 2023 el contrato del puente Tarata, a causa las supuestas negociaciones celebradas en el inmueble ubicado en la calle Sarratea, e interpuso denuncia ante el Tribunal de Contrataciones del Estado. Posteriormente, el 6 de enero, se ordenó el desalojo de la vivienda, cuya propiedad fue transferida al Programa Nacional de Bienes Incautados. El nuevo Ministro de Justicia, José Tello, declaró que dicho edificio «será sede de institución que lucha contra la corrupción».
En 2023, un informe del Órgano de Control Institucional del Proyecto Especial de Infraestructura de Transporte Descentralizado (Provías Descentralizado) alertó la presencia de situaciones adversas en el puente Tarata cuando se volvió a convocar su licitación en el gobierno de Dina Boluarte. Desde entonces, el Comité de Gestión y Fiscalización del Puente Tarata se encargó de exigir la marcha del proyecto.

## Impacto
Las investigaciones sobre indicios de corrupción en las licitaciones durante su gobierno generaron una percepción negativa hacia Castillo en el sentido de que el legado de corrupción se había instalado en el gobierno, lo cual provocó una nueva crisis política. Entre el 59 % (según el IEP) y el 67 % (según Datum) de los encuestados en 2022 señalaron que el presidente en ejercicio estaba involucrado en casos de corrupción.
El periodista de investigación Christofer Acosta, de Latina noticias, vaticinó que el gobierno «fue permeable a la corrupción». Por otro, el periodista Gustavo Gorriti del medio independiente IDL-Reporteros afirmó que se trató de una «probada corrupción en su entorno» que le confirió el título de «pésimo gobernante». Asimismo, César Hildebrandt se manifestó a favor de realizar las investigaciones contra Castillo «en un hecho sin precedentes».
No obstante, según el columnista de El Comercio Jaime Bedoya, el escándalo tuvo un impacto mediático menor en comparación con el de la familia Fujimori (en que Alberto fue investigado por actos de corrupción durante su gobierno), ya que, si su rival Keiko hubiera ganado las elecciones presidenciales de 2021, «las calles de Lima estarían exigiendo ferozmente justicia ante la corrupción impúdicamente ejecutada en nuestras narices». Además, el periodista Diego Salazar advirtió que «somos rehenes de este grupo de personajes (Ejecutivo y Legislativo), en el mejor de los casos ineptos, y en el peor, con profundas sospechas de corrupción y que no están dispuestos a ceder sus cuotas de poder en beneficio de todos los peruanos».
En 2022, el exprocurador José Ugaz hizo referencia a una situación problemática de cercenamiento o limitación de las investigaciones penales en el seno del Ministerio Público, debido a las divulgaciones realizadas por la señora Karelim López a los medios de comunicación. Por otro lado, Ugaz advirtió de una defensa irracional por parte de los abogados de Pedro Castillo, luego que más de una decena de colaboradores eficaces intercambian información.
En agosto de 2022, tras conceder una entrevista del exsecretario Bruno Pacheco al programa Panorama en la que involucró a una persona en el caso de la gerencia de Petroperú, el presidente Pedro Castillo formuló una denuncia contra el dominical. La directora del programa, Rosana Cueva, respondió que «el único interés del Ejecutivo, en este momento, es salvarse de las investigaciones».
El ex Defensor del Pueblo, Walter Gutiérrez, indicó que las determinaciones sobre los acontecimientos relacionados con Pedro Castillo se conocerían con posterioridad. No obstante, remarcó que no resulta imperativo suspender las diligencias preliminares hasta el 2026, pues el Código de Procesos Penales lo autoriza expresamente.

### Acusaciones políticas
Las acusaciones políticas dirigidas a Pedro Castillo tuvieron una imagen de desconfianza por parte de opositores al gobierno, que agrupa a autoridades de derecha conservadora y gremios empresariales como Confiep. Esto coincide con las declaraciones del entonces primer ministro Aníbal Torres al referirse a las denuncias como en un «plan (de la ultraderecha) para obtener la vacancia de Pedro Castillo». Cuando Rafael López Aliaga asumió el cargo de alcalde metropolitano de Lima en 2022, se negó a cooperar con el entonces mandatario Castillo, alegando sus «siete denuncias» registradas en la Fiscalía.
Asimismo, el Congreso de la República adoptó una postura contraria al mandatario durante la presentación de las mociones de vacancia presidencial. Una de las mociones preparadas en 2022 tomó las declaraciones de Karelim López. A pesar de las controversias y declaraciones de la oposición congresal en los medios de comunicación durante el proceso judicial, el periodista Diego Salazar señaló que se evidenció un «ego maltrecho». Salazar mencionó que «nos hemos acostumbrado a que salga de bombazo del domingo en algún programa dominical», en referencia a la estrategia de la oposición de utilizar los programas dominicales para lanzar ataques contra el presidente Castillo. Tras la tercera moción de vacancia en 2022, la congresista Lady Camones presentó una propuesta para crear una comisión con el fin de determinar si «existen evidencias» en contra del presidente.
En respuesta a las investigaciones y acusaciones, Castillo negó su responsabilidad en esos actos. En agosto de 2022 declaró un mensaje de la Nación en el que calificó a las investigaciones de su hija putativa, Yenifer Paredes, de «show mediático»; e incluso inventó que se realizaba un «allanamiento ilegal» en el Palacio de Gobierno. Posteriormente, cuando fue destituido constitucionalmente, el ya exmandatario acusó a los fiscales y sus detractores de formar parte de una «persecución política». Asimismo, evadió varias veces acudir a las sesiones convocadas por la comisión del Congreso. En 2024, Castillo solicitó a «quienes estaban en la clandestinidad» entregarse a las autoridades, que coincidió con la detención de su sobrino Fray Vásquez Castillo, involucrado en Tarata III, tras permanecer dos años en situación de prófugo.
El gobierno de Dina Boluarte, criticado por las medidas de represión policial durante la convulsión social, intentó desligarse de la imagen negativa del gobierno de Castillo para limpiar su propia imagen. Diversos ministros, incluyendo a Alberto Otárola y Eduardo Arana, así como la propia presidenta, negaron rotundamente la existencia de actos de corrupción en la administración actual y atribuyeron la responsabilidad de dichos actos al expresidente, Pedro Castillo. En 2023 Otárola afirmó ante la Organización de Estados Americanos que Castillo se encontró en prisión «por serias acusaciones de corrupción de su gabinete, de su entorno y de él mismo».
Por otro lado, la congresista de la oposición Patricia Chirinos presentó una denuncia constitucional en enero de 2023 contra seis legisladores atribuidos en el caso «Los Niños» por presunta infracción a los artículos 38 y 39 de la Constitución de 1993.   Chirinos, congresista conocida por sus posturas radicales derechistas, además mostró una postura contra Castillo recurrió al uso de la etiqueta «#GobiernoDeCorrupción».